# Uchi deshi
Uchi deshi (内弟子:うちでし, uchi, « à l'intérieur » ; deshi, « disciple ») est un terme japonais utilisé dans les arts martiaux, décrivant un disciple vivant à temps complet chez son maître. Ce terme est opposé au terme de soto deshi (外弟子:そとでし) qui désigne un disciple « externe ».